# 东湾镇 (沙湾市)
东湾镇，是中华人民共和国新疆维吾尔自治区塔城地区沙湾市下辖的一个乡镇级行政单位。

## 行政区划
东湾镇下辖以下地区：
东湾村、串庄子村、上东地村、胡家庄村、田家庄村、张家庄村、下戈壁村、下东地村、夹山子村、阔克萨孜村、西地村、潘家庄村、宽沟村、南湾村、青山村、卡子湾村、双桥村、东山沟村、宁家河村和家什窑村。